# Nawrūz
Il Nowruz (in persiano نوروز‎; in curdo نەورۆز‎; in azero Novruz; in kazako Наурыз?) è una ricorrenza tradizionale che celebra il nuovo anno. Ricorre il 21 marzo, sebbene in alcune specificità lo si festeggi il 20 o il 22 dello stesso mese, venendo di fatto a coincidere con l'equinozio di primavera. Oltre a rappresentare la data di inizio del calendario persiano, il Nowrūz viene anche festeggiato come data di inizio della primavera. Nato in ambito iranico pre-islamico e inizialmente festa sacra zoroastriana, il Nowruz viene celebrato da molti altri gruppi religiosi, tra cui i musulmani. I musulmani sufi festeggiano questa festa, che chiamano "Sultan Nevruz", in quanto credono che in questa data il profeta Maometto abbia ricevuto da Dio l'ordine di diffondere al mondo il suo messaggio; inoltre per i musulmani sufi è il giorno in cui il mondo cominciò a girare per volontà divina.
Nei paesi iranici e turchi viene spesso festeggiato come festa popolare e tradizionale senza connotati religiosi. La ricorrenza è festeggiata in Iran, tra i curdi in Turchia, Iraq, Siria e Armenia, tra gli azeri in Azerbaijan e Georgia, tra i tatari di Crimea, in Asia centrale, specie in Tagikistan, Turkmenistan, Uzbekistan, Kirghizistan, Kazakistan, Afghanistan, Tatarstan, Bashkortostan, Xinjiang e provincia del Bajan-Ôlgij, presso le popolazioni iraniche e le comunità musulmane sciite e zoroastriane in India e Pakistan, in Dagestan e tra i musulmani bektashi nei Balcani.

## Etimologia
Il termine Nowruz deriva dall'unione di due parole antico-persiane: nava (nuovo) e rəzaŋh (giorno), e significa perciò "nuovo giorno". Anche nel moderno persiano ha mantenuto lo stesso significato, in quanto no vuol dire "nuovo" e rouz "giorno".
Il termine veniva utilizzato già all'epoca dell'Impero partico e sasanide, stando a fonti che risalgono al II secolo d.C., ma la festa veniva già celebrata durante il periodo degli Achemenidi (VII-IV secolo a.C.), ed era il giorno in cui i popoli delle nazioni sottomesse portavano doni all'Imperatore.
Nei testi pahlavi si legge infatti l'espressione nōg rōz, per indicare il "nuovo giorno".

## Storia e tradizione
Stando alla tradizione mitologica iraniana, il Nowruz viene fatto risalire addirittura a circa 15.000 anni fa, all'epoca del leggendario re persiano Yima. Questi, figura mitica dello zoroastrismo, viene solitamente indicato dalla tradizione come l'ideatore della festività, allora una celebrazione dell'arrivo della primavera. In seguito Zoroastro, profeta dell'omonima religione, riorganizzò la festività in onore di Ahura Mazdā, divinità principale del pantheon iranico pre-islamico.
Recenti ricerche attestano come, 12 secoli più tardi, nel 487 a.C., l'imperatore persiano Dario fece celebrare, con grandi preparativi, il Nowruz nel suo palazzo reale a Persepoli; in quell'anno, infatti, il sole cadde esattamente al centro dell'osservatorio astronomico costruito nel palazzo; questo evento eccezionale, previsto dagli astronomi persiani, venne visto come un segno di buon auspicio per il regno.
Successivamente, il Nowruz divenne festa nazionale dell'impero persiano sotto la dinastia dei Parti (248 a.C.-224 d.C.); le più ampie documentazioni dei festeggiamenti del Nowruz in tempi antichi provengono però dall'epoca di Ardashir I, capostipite della dinastia dei Sasanidi (224-651). Durante questa dinastia, infatti, il Nowruz divenne la festività più importante dell'anno e, in quest'epoca, vennero introdotte tradizioni quali l'udienza pubblica del sovrano, l'amnistia ai prigionieri e lo scambio di doni.
Il Nowruz fu una delle poche festività dell'antica Persia.

## IlNowruznelle diverse culture
Il Nowruz è stato celebrato per oltre 3000 anni ed è stato assimilato da tutti i popoli e le culture un tempo facenti parte dell'impero persiano. Attualmente, il Nowruz viene festeggiato in molti paesi del Vicino Oriente, dell'Asia centrale, in Turchia, in Albania e in alcune repubbliche ex-sovietiche quali Tagikistan, Uzbekistan, Azerbaigian, Turkmenistan, Kazakistan, e Kirghizistan. È un'importante festa del popolo curdo, presso cui viene considerata un importante momento di unità nazionale, ed è considerata festa religiosa per la fede baha'i. Presso ogni cultura, ad ogni modo, si sono ovviamente sviluppate alcune peculiari varianti della stessa festività, così il suo stesso nome ha subito modifiche a seconda dei dialetti e delle lingue locali. Alcuni nomi con cui è conosciuto il Nawrūz sono: Newroz (specialmente presso i Curdi), Nowruz, Nauruz, Nauryz, Noe-Rooz, Nawroz, Norooz, Noruz, Novruz, Noh Ruz, Nauroz, Nav-roze, Navroz, Naw Rúz (presso i Baha'i), Nevruz, Sultan Nevruz (specialmente in Albania), Наврӯз, Navruz (specialmente in Turchia), o Nowrouz.

### IlNowrūzin Iran
L'Iran (antica Persia) è il paese dove il Nowrūz è nato e dove la tradizione è probabilmente più sentita. Il periodo di preparazione alla festa inizia già nel mese di Esfand, l'ultimo dell'anno nel calendario persiano nonché mese finale dell'inverno. I festeggiamenti prevedono varie tradizioni e rituali; di questi i più importanti sono: l'Khane Tekani (pulizia della casa), il Chaharshanbe Suri (la festa del fuoco) e soprattutto la preparazione dell'Haft Sîn.

#### Khane Tekani
Il Khane Tekani è il rito tradizionale che apre i festeggiamenti del Nowrūz, e consiste nella completa pulizia e messa a nuovo della propria casa (corrispondente grosso modo alle occidentali "pulizie di primavera"). Costituisce probabilmente un riferimento al rinnovamento della natura che avviene in questa stagione: la tradizione comprende anche l'acquisto di vestiti nuovi e la decorazione delle case con fiori, in particolare il giacinto e il tulipano. Il Khane Tekani inizia usualmente 12 giorni prima del Nawrūz, durante i quali ogni famiglia si dedica alla pulizia della casa e alla visita a parenti ed amici. In particolare queste visite reciproche ai famigliari ed agli amici stretti sono una componente fondamentale del Nawrūz iraniano, e raggiungono l'apice nel giorno della festività vera e propria, in cui le persone si riuniscono intorno a una tavola imbandita, apparecchiata con il pranzo tradizionale, l'Haft Sîn, consumano insieme il pasto e si scambiano doni.

#### Chahârshanbe Sûrî
Lo Chahârshanbe Sûrî è un rito che si celebra l'ultimo mercoledì dell'anno: la festa del fuoco. Costituisce una rappresentazione allegorica della luce (il fuoco) che sconfigge le tenebre, una tradizione che richiama il dualismo mazdeo e si ricollega perciò alle antiche origini della festa stessa. Durante la notte del Chahârshanbe Sûrî è tradizione uscire nelle strade ed appiccare piccoli e grandi falò, sui quali i giovani uomini saltano cantando i versi tradizionali Zardî-ye man az to, sorkhî-ye to az man, letteralmente "il mio colore giallo a te, il tuo colore rosso a me", che simbolicamente significa "la mia debolezza (giallo) a te, la tua forza (rosso) a me". Esistono molte altre tradizioni collegate al Chahârshanbe Sûrî; una di esse vuole che in questa notte gli spiriti dei morti possano tornare a far visita ai loro discendenti vivi, altre tradizioni prevedono la rottura di alcune anfore di terracotta, in un auspicio di buona fortuna (Kûzeh Shekastân), e il Gereh-goshâ'î: l'atto di fare un nodo a un angolo di un fazzoletto e successivamente chiedere a qualcuno di scioglierlo, altro atto simbolico beneaugurante.

#### Haft Sîn

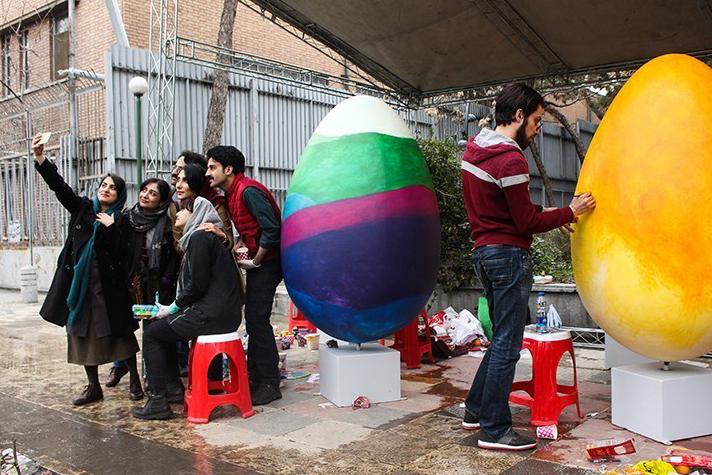
Uova giganti dipinte per Nawrūz a Tehran.

L'Haft Sîn (in persiano هفت سین‎), "Sette 'S'") (Haft Sin non è un pasto ma la preparazione di una tavola con sette elementi i cui nomi iniziano con la sin ('esse') in persiano. Il sette è un numero sacro e simboleggia i sette arcangeli con l'aiuto dei quali, quasi tremila anni fa, Zarathustra ha fondato la sua religione. L'Haft Sin porta agli abitanti della casa fortuna, salute, prosperità, purezza spirituale e lunga vita, l'Haft Sîn è costituito anche dal particolare modo di disporre ed imbandire la tavola, che viene adornata nel modo più bello possibile, con fiori, il libro sacro seguito dalla famiglia, la bandiera tricolore persiana, Verde Bianco e Rosso in orizzontale (patria, fede, rosso sangue versato dagli eroi). Non mancano mai le candele accese, una ciotola di acqua a simboleggiare la trasparenza della vita e una foglia sull'acqua per la caducità della vita, lo specchio per essere visibili come siamo.
- sabzeh - chicchi di lenticchie, orzo o frumento, germogliati (sabzeh) a simboleggiare la rinascita
- samanu - un impasto di orzo germogliato e tostato, a simboleggiare l'abbondanza
- senjed - frutti secchi di oleastro, è legante, a simboleggiare l'amore
- sîr - aglio, a simboleggiare la salute
- sîb - mele, scrupolosamente rosse, a simboleggiare la bellezza
- somaq - bacche di Sommacco, a simboleggiare l'asprezza della vita
- serkeh - aceto, a simboleggiare la pazienza e la saggezza.

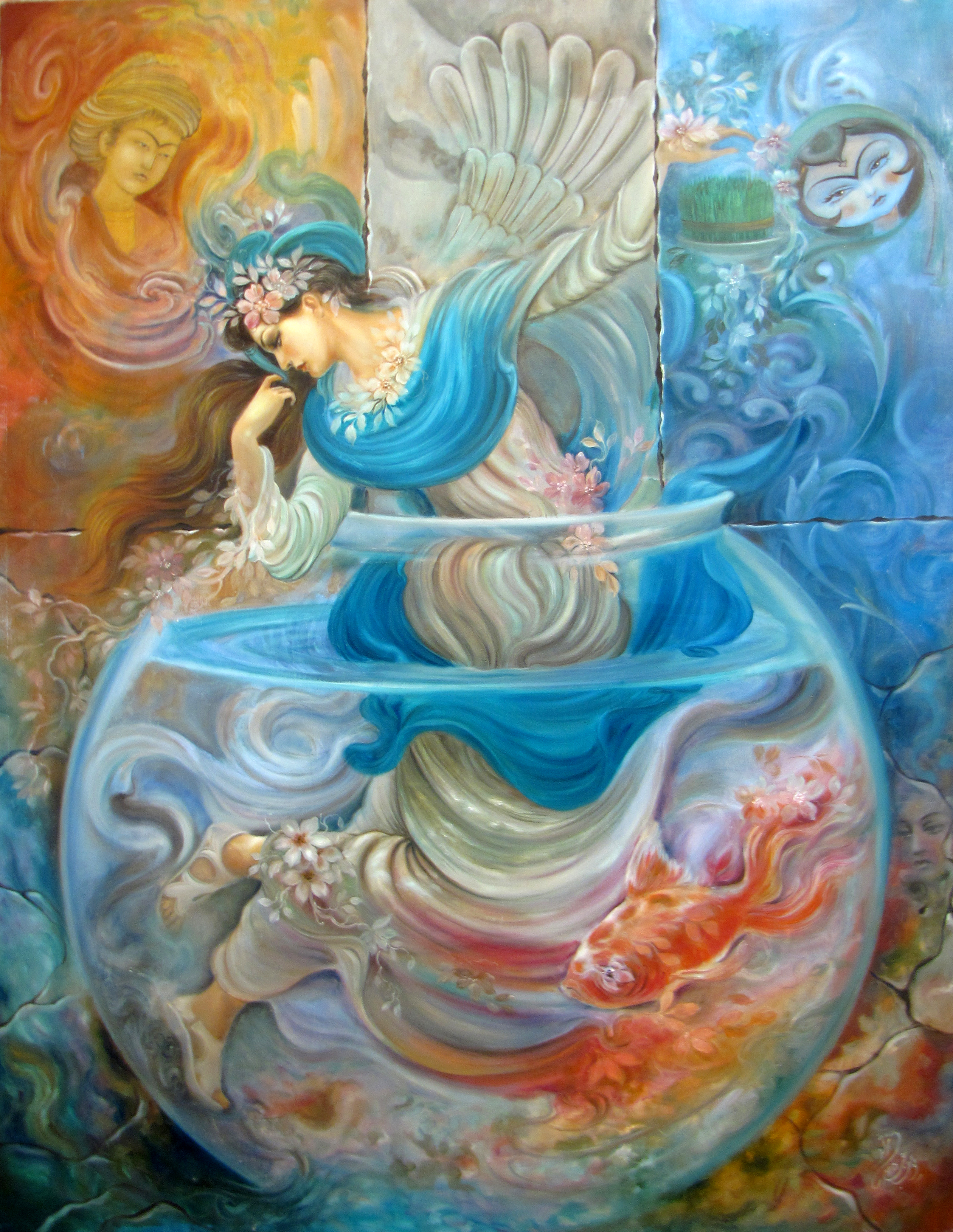
Nawrūz. pittore: Yousef Abdinejad

Altri elementi simbolici possono essere:
- Sekkeh - "Monete" - che rappresenta la ricchezza
- candele accese - l'illuminazione e l'alba.
- uno specchio - simboleggia la pulizia e l'onestà
- uova decorate, a volte uno per ogni membro della famiglia - la fertilità
- una ciotola di acqua con pesci rossi, a simboleggiare la vita dentro la vita. Il simbolo del pesce è un oggetto essenziale sulla tavola in occasione del Nowruz, un simbolo che risale anche alla religione dello Zoroastrismo.
- acqua di rose (Āb-e ghōl)- purezza e pulizia.
- I colori nazionali - per un tocco patriottico
- Un libro sacro (ad esempio, l'Avestā, Corano, o Kitāb-i Aqdas) e / o di un libro di poesie (quasi sempre lo Shahnameh di Ferdowsi o il Dīvān di Ḥāfeẓ)

Il secondo gruppo di oggetti sul tavolo sono per offrire agli ospiti di mangiare e può includere:
Samanu - un budino dolce di grano germogliato - che simboleggiano benessere dolci iraniani tradizionali come baqlava, Toot, naan-nokhodchi-, GoTab, Kayak (torta) e klouche.
Aʿjīl - frutta secca, pistacchi, noci, pinoli, bacche, uva passa e
L'Haft Sin, la tavola, rimane imbandita per tredici giorni. Il tredici di Farvardin, primo mese dell'anno persiano, la tavola viene sparecchiata.

### IlNowrūzin Afghanistan
Nowrūz viene largamente festeggiato in Afghanistan, dove anche conosciuto come "Giorno del contadino". Le celebrazioni durano abitualmente due settimane che culminano con il primo giorno del nuovo anno afgano, il 21 marzo. Durante l'occupazione talebana (1996–2001), Nawrūz venne bandito perché considerato una festa pagana del fuoco.

### IlNowrūzpresso i curdi

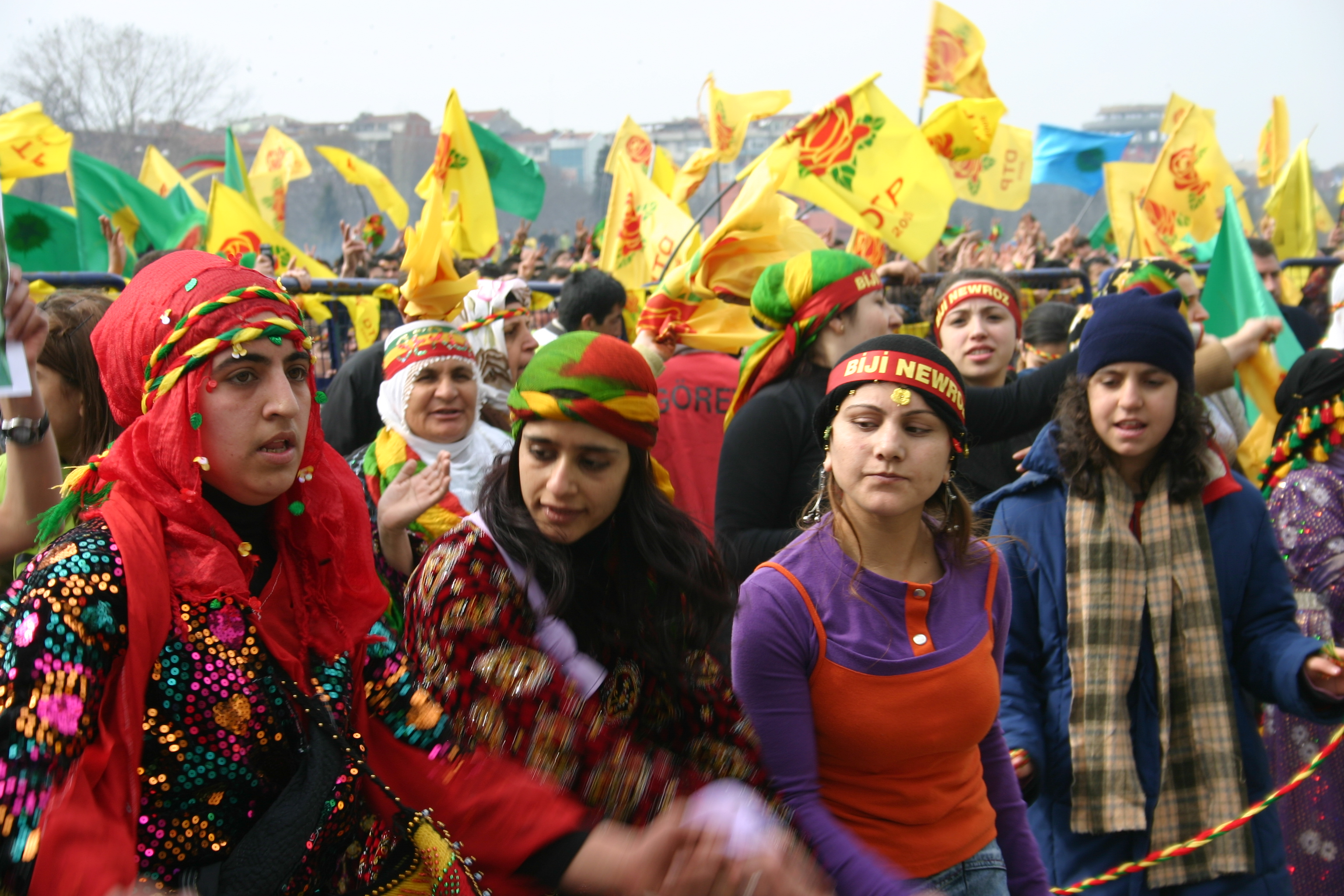
Donne in festa per il Newroz curdo, vestite con i colori tradizionali.

I Curdi celebrano il Nowrūz nel periodo che va dal 18 al 21 marzo; nella loro pronuncia, il termine viene solitamente pronunciato New Roz.
I festeggiamenti comprendono l'uscita dalle città, per celebrare l'arrivo della primavera, e danze e canzoni popolari; durante la notte vengono accesi fuochi nelle campagne, e le feste proseguono fino ad ora tarda. Le donne si vestono solitamente di colori sgargianti, mentre gli uomini sono soliti portare bandiere dipinte di rosso, verde e giallo, i colori del popolo curdo. Le frasi tipiche pronunciate durante questa occasione sono: "Newroz píroz be!" (felice Newroz!) e "Bijí Newroz!" (che il Newroz duri a lungo!).
In quanto considerato (anche dagli stessi Curdi) un momento di unità nazionale, il festeggiamento del Nawrūz è stato vietato in Turchia fino al 2000. Negli anni passati il periodo del Nawrūz è stato oggetto di violenze, e molti Curdi sono stati arrestati dalle forze di polizia turche perché sorpresi a festeggiarlo; nel 1992 è avvenuta anche la morte di circa 70 persone negli scontri con la polizia conseguenti i festeggiamenti. Attualmente, lo Stato turco festeggia il Nawrūz come una festa propria; per contro, la quasi totalità delle organizzazioni politiche e culturali curde presenti in Turchia continua ad organizzare le festività del Nawrūz ogni anno, insistendo costantemente sul significato che queste hanno come veicolo di identità nazionale dei curdi di Turchia. Alcune stime parlano di festeggiamenti arrivati a contare oltre 1 milione di partecipanti nella città di Diyarbakır, nel Kurdistan turco. Poiché le festività sono ad ogni modo intrise di messaggi politici, il governo di Ankara ha spesso criticato il fatto che queste siano in realtà celebrazioni politiche più che culturali.

### IlNaw-Rūznella Fede Bahá'í
Per i seguaci della  fede Bahá'í,  il Naw-Rūz (pronunciato Now Rùz) è uno dei nove giorni sacri, una festa religiosa che inaugura il nuovo anno del Calendario bahá'í, e mette fine al digiuno di 19 giorni. I bahá’í del mondo, che comprendono popoli di tute le razze e di tutte le origini in oltre 200 paesi e territori del mondo, celebrano questo glorioso giorno con lo stesso bel nome, «Naw-Rúz» e cercano di assicurare che il risultato di questo giorno sacro non resti «limitato ai frutti del mero piacere», ma sia un preludio a grandi imprese che si prefiggano di promuovere il bene comune.

### IlNowrūzin altri paesi

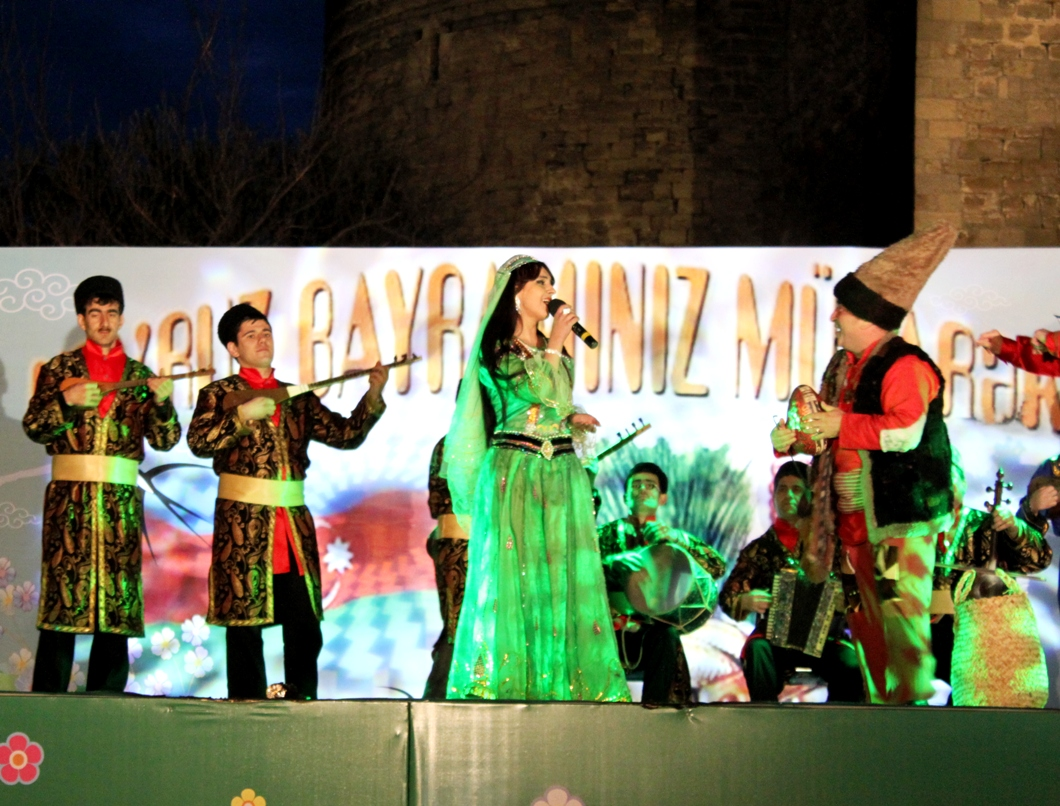
Nawruz (Novruz foto durante la festa, Baku)

In generale, il Nowrūz viene festeggiato dalle comunità iraniane in ogni paese in cui si trovino. Viene inoltre celebrato come giorno di festa in molti paesi del Caucaso e dell'Asia Centrale, compresi Azerbaigian, Turkmenistan, Tagikistan, Uzbekistan, Kazakistan, Kirghizistan e Pakistan. In Turchia viene festeggiato, sin da tempi recenti, come il giorno della nascita del "popolo turco".
In Pakistan nella regione settentrionale Gilgit-Baltistan viene celebrato ferventemente dal 1º marzo fino 21 marzo..
In Albania la variante locale, detta Sultan Nevruz, viene festeggiata fra la popolazione musulmana, in particolare tra gli appartenenti alla ṭarīqa dei Bektashi.
Altri festeggiamenti hanno luogo in paesi occidentali in cui si riscontri una significativa minoranza iraniana: fra questi si annoverano città degli Stati Uniti quali Los Angeles o canadesi quali Toronto e del Regno Unito, principalmente Londra.

## Sizdah Bedar: Il Giorno della Natura
Dopo 12 giorni di festeggiamenti, il Nowruz si conclude con Sizdah Bedar, una giornata dedicata alla natura. Le famiglie escono all’aperto per picnic e rilassarsi, e secondo la tradizione, le persone gettano i germogli del Sabzeh nei fiumi per restituire la natura alla terra. Durante questa giornata, è comune giocare a vari giochi tradizionali. Inoltre, uno degli elementi essenziali di Sizdah Bedar è il cibo: le persone preparano e condividono il kebab, un piatto tradizionale amato da tutti, che viene spesso cucinato all’aperto su griglie o bracieri portatili.

## Il Nowruz nei media
- La band italiana Modena City Ramblers ha composto una canzone su questa festività[20].
- In un capitolo del romanzo  Borderlife (ISBN 9788830444935) della scrittrice israeliana Dorit Rabinyan viene descritta la festività del Nowruz.

## Galleria d'immagini

Haft Sin
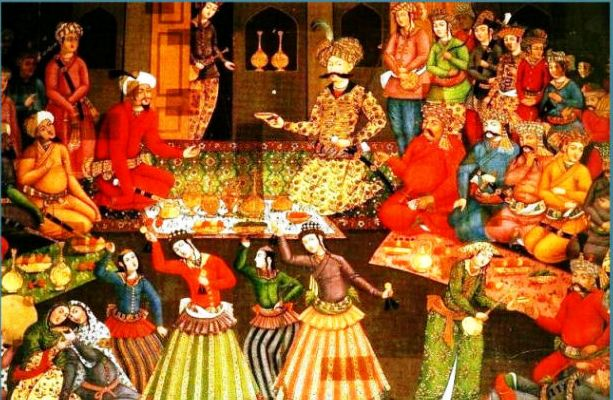
Shah-Abbas
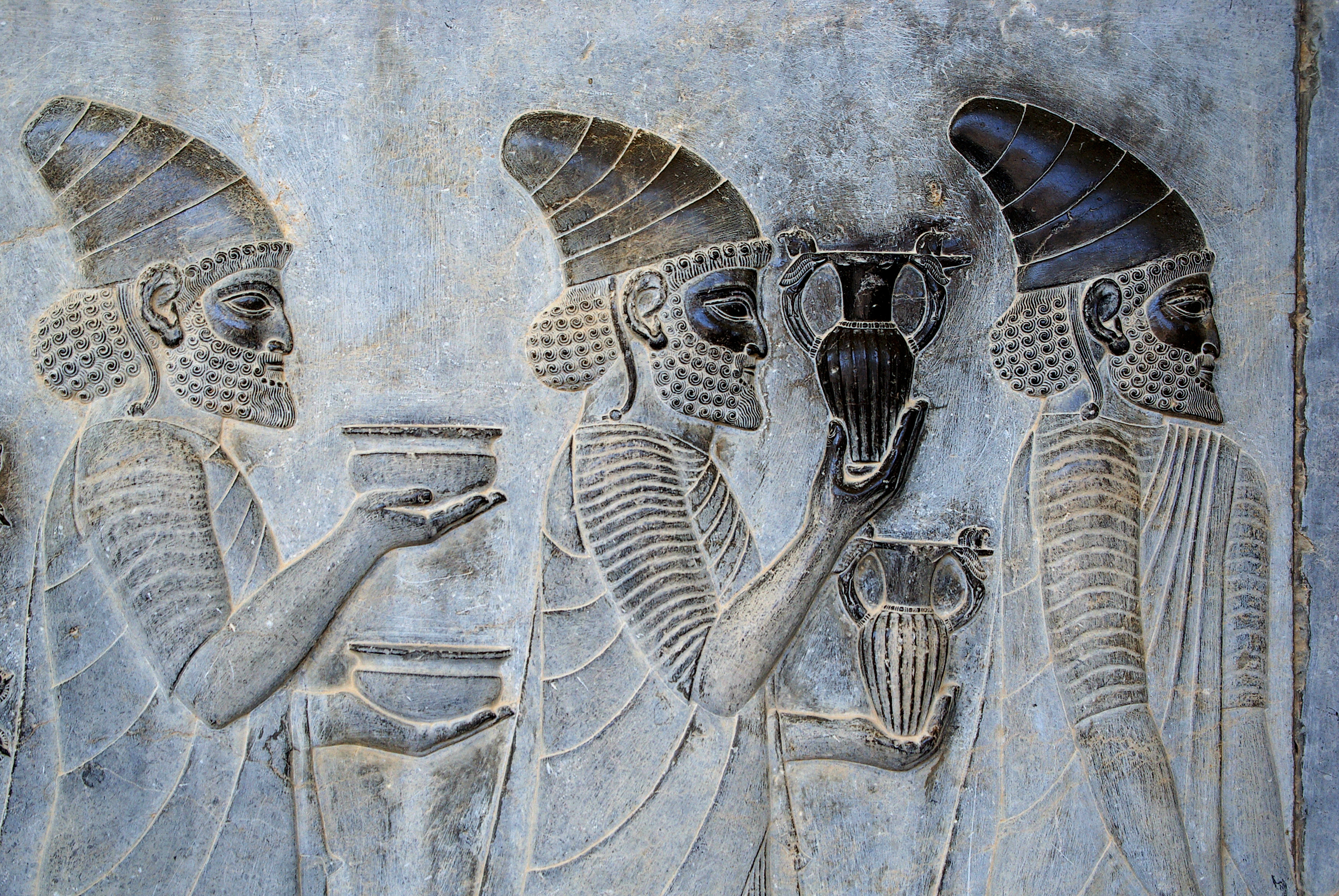
Persepoli
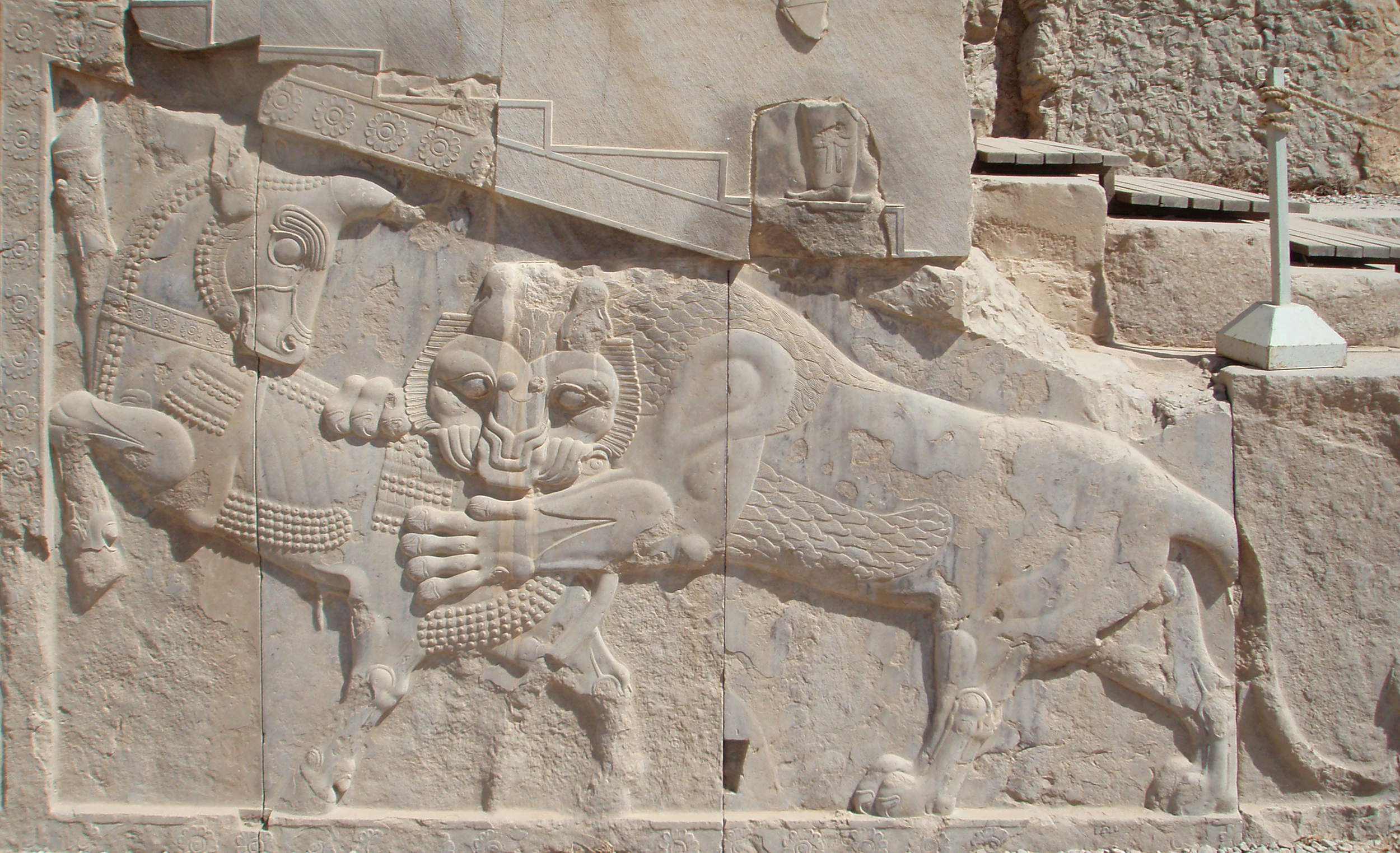
Nowruz persiano
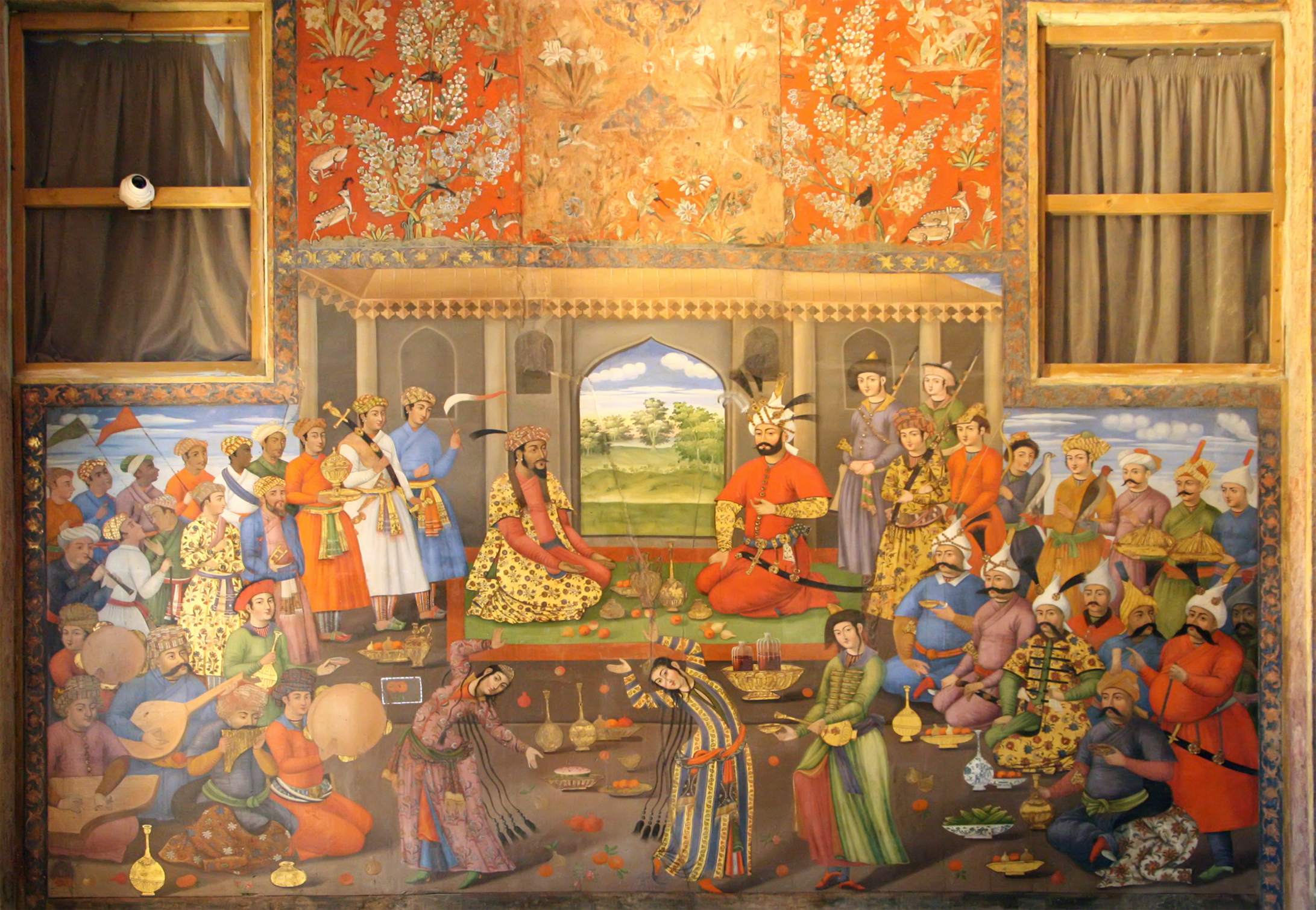
Nowrooz
Nowruz 2021 in Iran
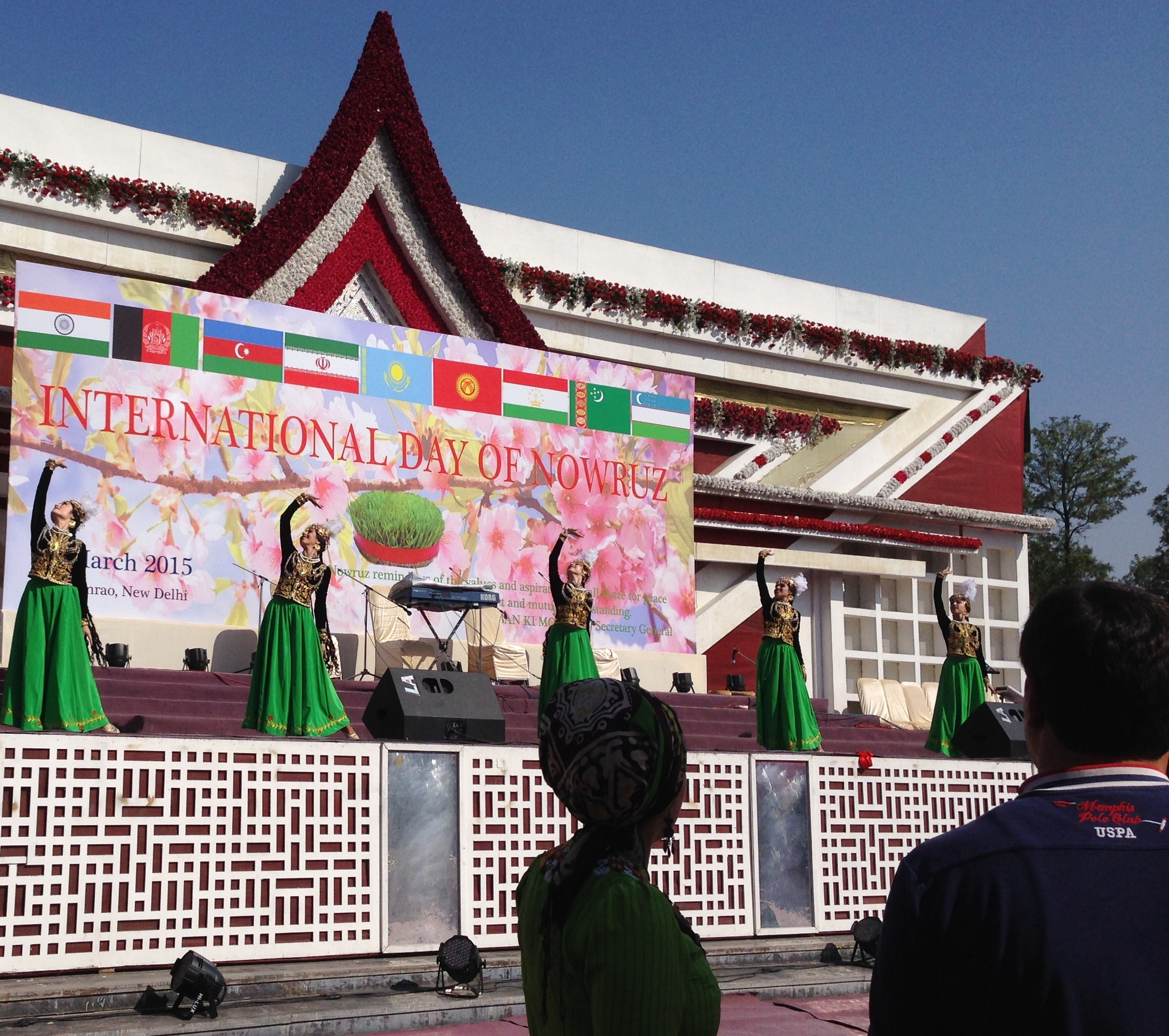
Navrouz 2015
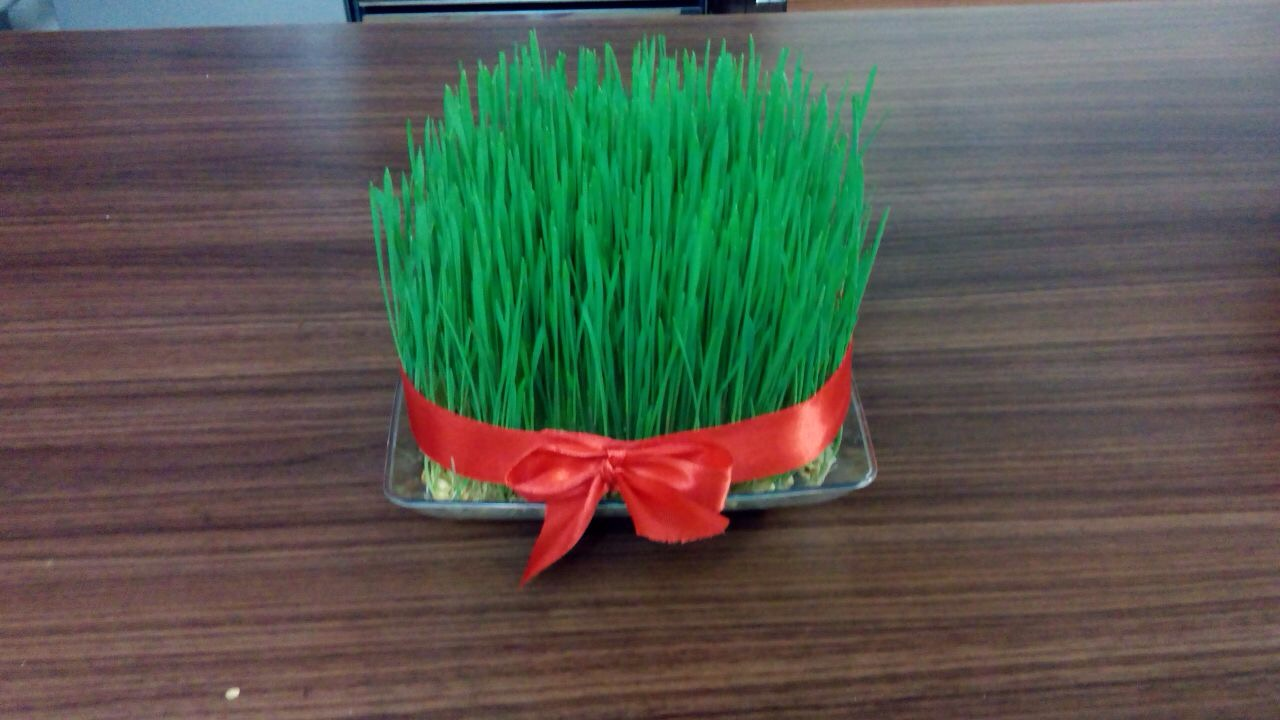
Sabzeh
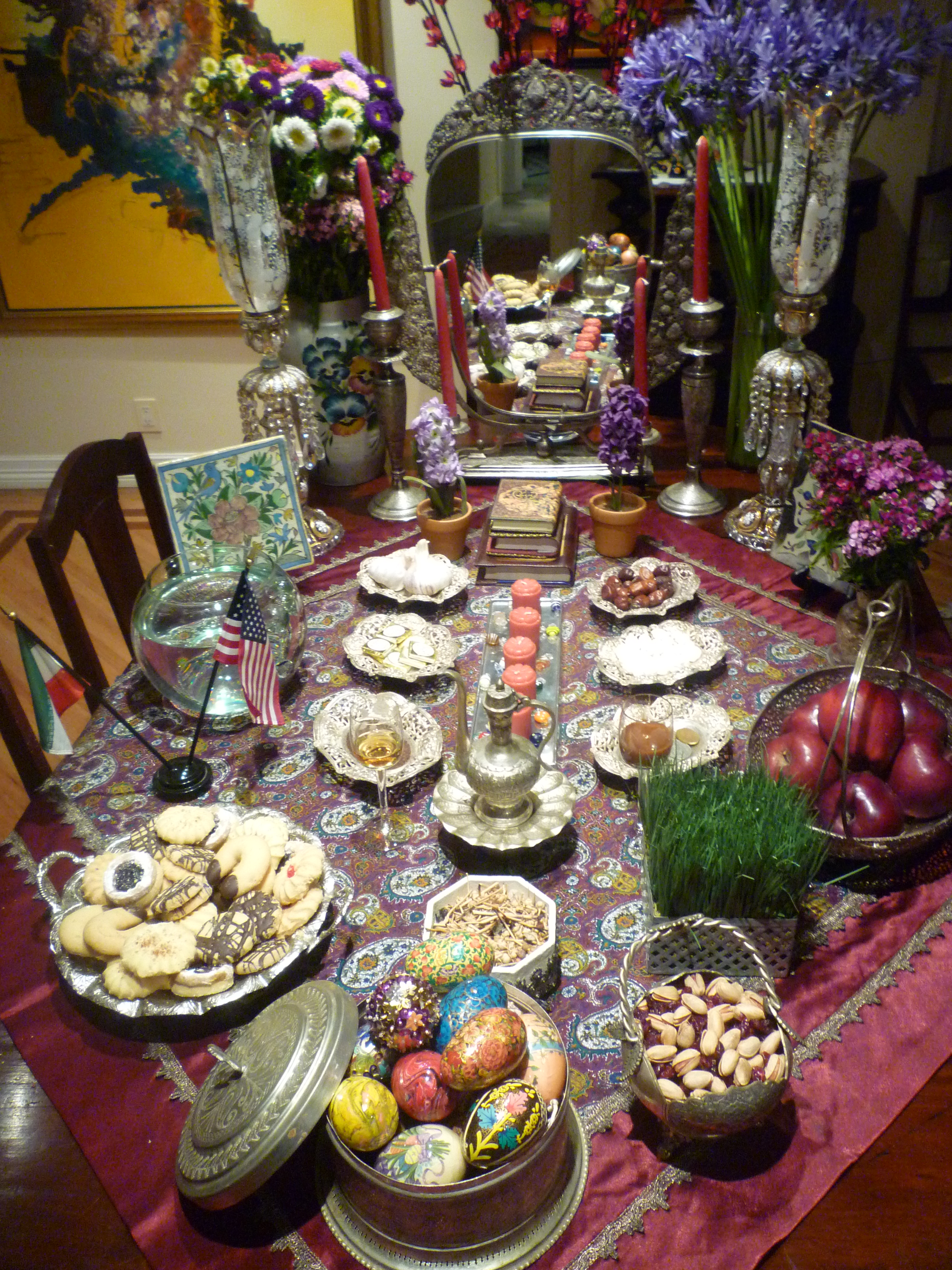
Haft sin
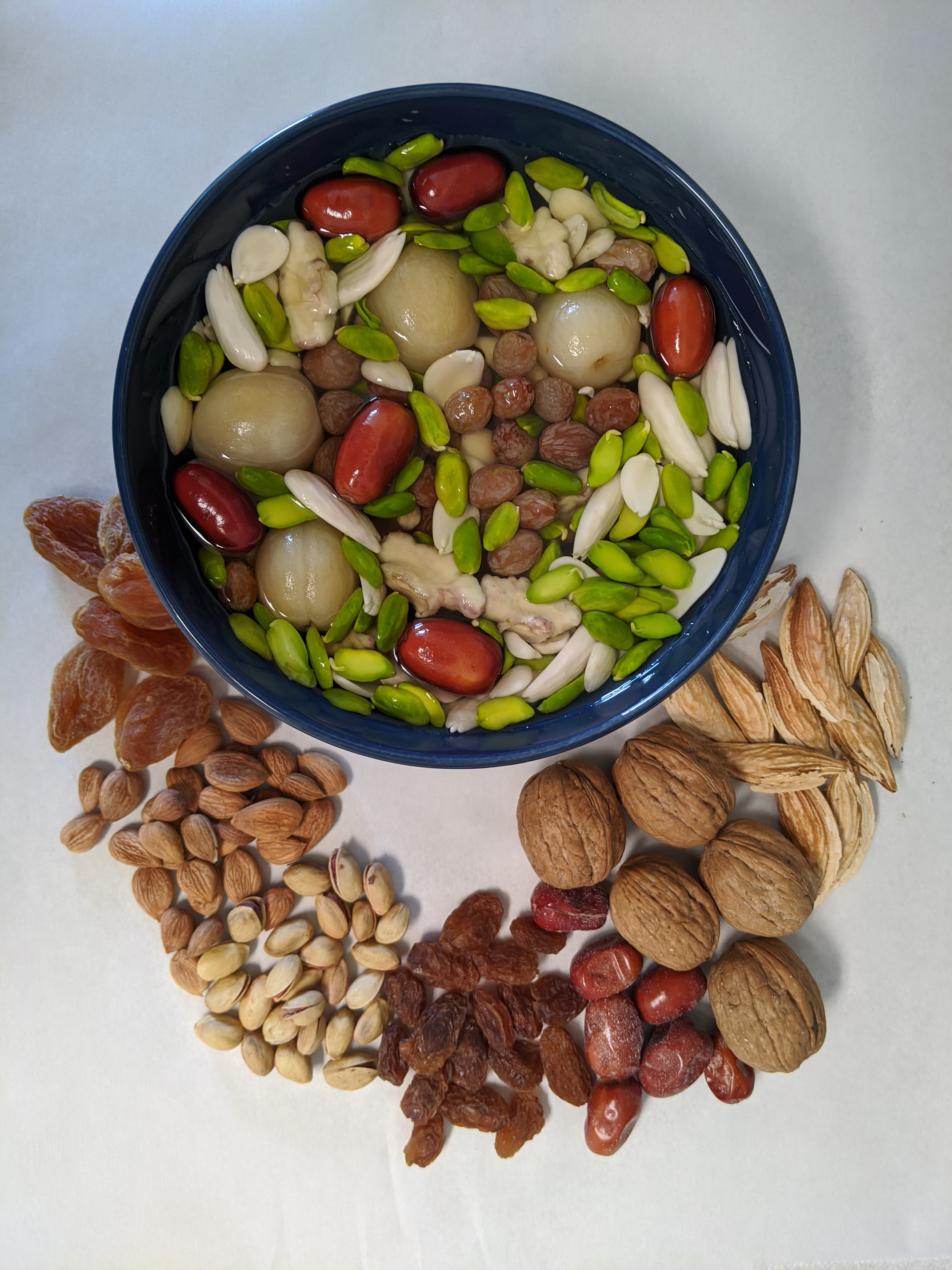
Haft miwa
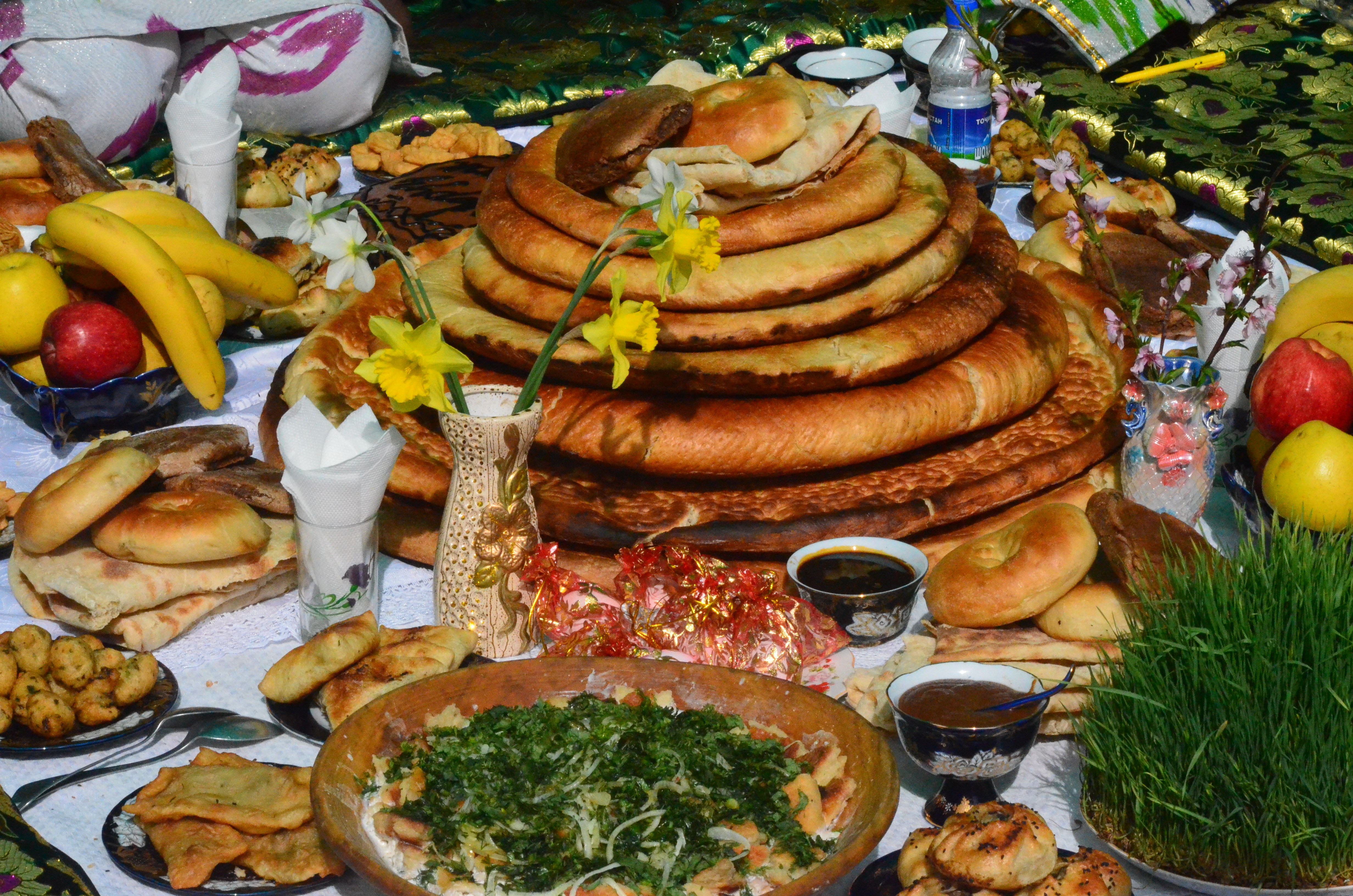
Tavola imbandita per il Nowrouz
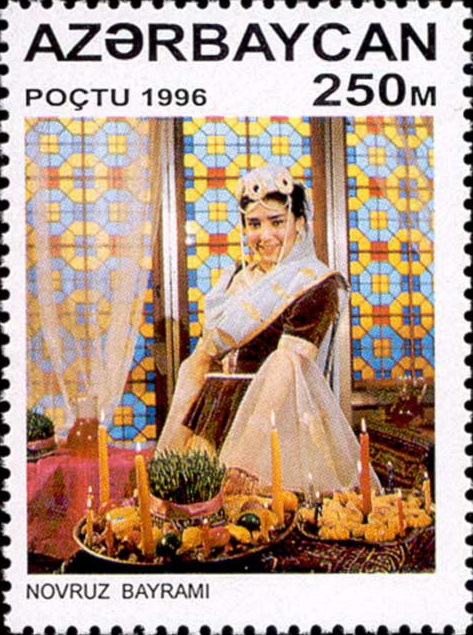
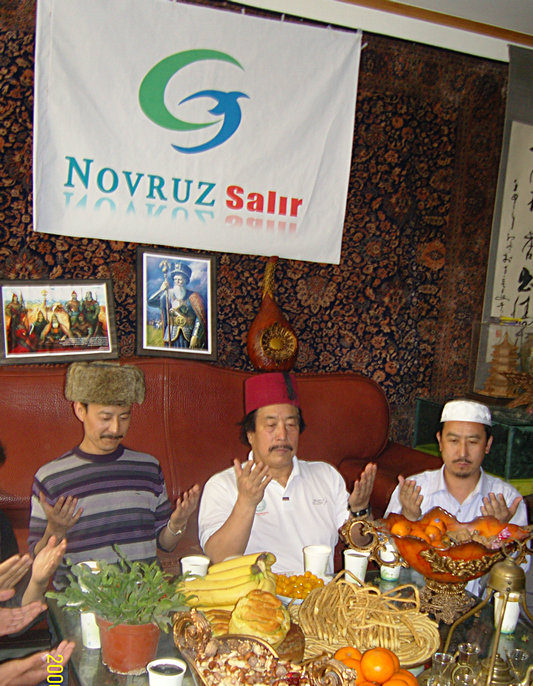
Nawruz in Cina